# Bierverordnung
Die Bierverordnung (BierV) ist eine deutsche Rechtsvorschrift zum Lebensmittel Bier.
Die Bierverordnung wurde auf Grundlage der § 12 Abs. 1 Nr. 1 und Abs. 3, des § 16 Abs. 1 Satz 2 und des § 19 Nr. 1 und 4 Buchstabe a und b des Lebensmittel- und Bedarfsgegenständegesetzes erlassen.
Es wird die Bezeichnung Bier nach § 1 geschützt und die Kenntlichmachung der Biergattungen in Abhängigkeit von ihrem Gehalt an Stammwürze in § 3 geregelt.